# HMS Porcupine (G93)
HMS Porcupine (G93) là một tàu khu trục lớp P được Hải quân Hoàng gia Anh Quốc chế tạo trong Chương trình Khẩn cấp của Chiến tranh Thế giới thứ hai. Được đưa vào hoạt động năm 1942, nó chỉ có quãng đời phục vụ ngắn ngủi, khi hầu như bị cắt làm đôi do trúng ngư lôi từ tàu ngầm U-boat Đức U-602 vào ngày 9 tháng 12 năm 1942 tại Địa Trung Hải. Được xem như tổn thất toàn bộ, nó được kéo trở về Anh, được cắt làm đôi thành hai lườn tàu HMS Pork và HMS Pine, và được sử dụng như những trại lính nổi cho đến khi chiến tranh kết thúc.

## Thiết kế và chế tạo
Porcupine được đặt hàng cho xưởng tàu của hãng Vickers Armstrong tại River Tyne vào ngày 2 tháng 10 năm 1939, như một phần của Chương trình Khẩn cấp Chiến tranh. Nó được đặt lườn vào ngày 26 tháng 12 năm 1939, được hạ thủy vào ngày 10 tháng 6 năm 1941 và nhập biên chế cùng hạm đội vào ngày 31 tháng 8 năm 1942.

## Lịch sử hoạt động

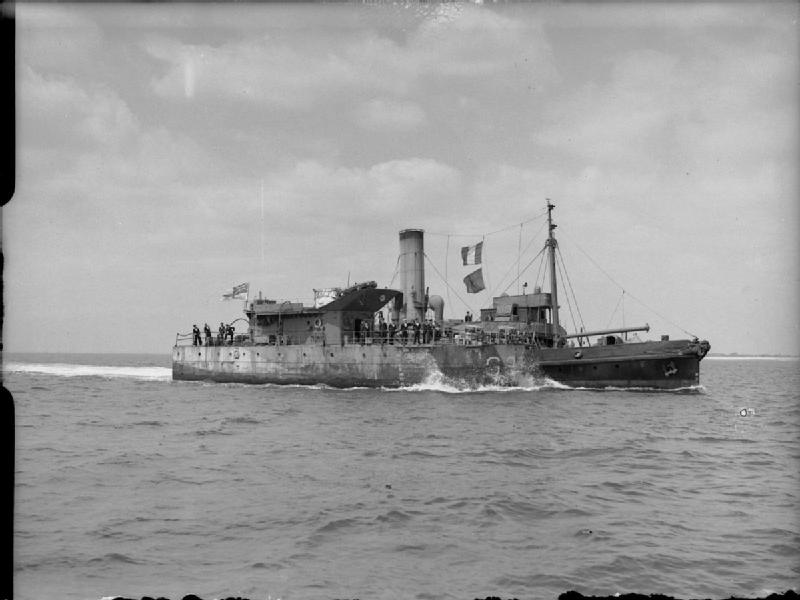
Phần đuôi của HMS Porcupine, sau trở thành HMS Pine, đang được kéo đến Portsmouth

Vào ngày 11 tháng 11 năm 1942, Porcupine đã cùng với chiếc HrMs Isaac Sweers của Hải quân Hoàng gia Hà Lan giúp cứu vớt 241 người từ chiếc tàu chở quân Hà Lan Nieuw Zeelandvốn bị trúng ngư lôi từ tàu ngầm U-boat Đức U-380 tại tọa độ 35°57′B 03°58′Đ / 35,95°B 3,967°Đ, khoảng 80 hải lý về phía Đông Gibraltar, trong Địa Trung Hải.
Porcupine đang dưới quyền chỉ huy của Trung tá Hải quân George Scott Stewart khi nó trúng ngư lôi phóng từ tàu ngầm Đức U-602, đang khi nó làm nhiệm vụ hộ tống cho chiếc tàu kho chứa HMS Maidstone đi từ Gibraltar đến Algiers vào ngày 9 tháng 12 năm 1942. U-602 đã phóng bốn quả ngư lôi nhắm vào Maidstone; một quả đã trúng vào Porcupine trong khi ba quả kia trượt cả hai con tàu Anh. Cuộc tấn công đã làm thiệt mạng bảy người, nhưng hầu như con tàu vẫn nguyên vẹn ngoại trừ chỗ đánh trúng giữa tàu hầu như làm cắt đôi con tàu. HMS Vanoc cứu vớt toàn bộ thủy thủ đoàn ngoại trừ một thành phần cốt lõi. Sau khi phóng bỏ nhiều vật nặng bên trên để giảm nhẹ độ nghiêng ngày càng gia tăng, HMS Exe kéo nó đi; và sang ngày hôm sau, một tàu kéo Pháp đến thay phiên và kéo Porcupine đi đến Arzew, Algeria.
Vào tháng 3 năm 1943, Porcupine được kéo đến Oran nơi nó được tuyên bố là một tổn thất toàn bộ. Công nhân Pháp của xưởng tàu sau đó đã cắt con tàu làm đôi trước khi có quyết định tháo dỡ mọi vũ khí, đạn dược, thiết bị và dự trữ, rồi kéo nó quay trở về Anh. Hai phần của con tàu được dằn và đưa đến Portsmouth vào tháng 6.
Khi về đến Portsmouth, phần nữa trước của con tàu được gọi không chính thức là HMS Pork, còn phần nữa sau là HMS Pine. Được cấu trúc lại như những lườn tàu để nghỉ ngơi, hai phần nữa của con tàu được nhập biên chế vào ngày 14 tháng 1 năm 1944 với những cái tên như vậy tại Portsmouth, Chúng cuối cùng bị loại bỏ vào ngày 1 tháng 3 năm 1946, và bị bán để tháo dỡ vào ngày 6 tháng 5 năm 1946. Chúng bị tháo dỡ trong năm 1947 ở đâu đó thuộc bờ biển miền Nam nước Anh, có thể là Plymouth, Portsmouth hay Southampton.